# Landouzy-la-Cour
Landouzy-la-Cour é uma comuna francesa na região administrativa de Altos da França, no departamento de Aisne. Estende-se por uma área de 10,12 km². Em 2010 a comuna tinha 188 habitantes (densidade: 18,6 hab./km²).